# Nereis veleronis
Nereis veleronis är en ringmaskart som beskrevs av Hartman 1940. Nereis veleronis ingår i släktet Nereis och familjen Nereididae. Inga underarter finns listade i Catalogue of Life.